# Lothar Eichelkraut
Lothar Eichelkraut (* 10. November 1929 in Hartenstein, Sachsen) ist ein ehemaliger deutscher Diplomat. Zwischen 1975 und 1987 amtierte Eichelkraut als Botschafter der Deutschen Demokratischen Republik (DDR) in der Jemenitischen Arabischen Republik (Nordjemen) und dem Sudan.

## Biographie
Eichelkraut besuchte die Oberschule und erwarb 1949 das Abitur. Er studierte anschließend an der Universität Leipzig sowie an der Landesverwaltungsschule im sächsischen Frankenberg und wurde ab dem Jahr 1954 als Diplomlehrer für Gesellschaftswissenschaften beschäftigt. Eichelkraut trat 1956 in den Diplomatischen Dienst der DDR ein und absolvierte ein Fernstudium an der Deutschen Akademie für Staats- und Rechtswissenschaft (DASR), das im Jahr 1960 als Diplom-Staatswissenschaftler erfolgreich abgeschlossen wurde. Es folgten Stationen als Presseattaché im irakischen Bagdad unter Missionsleiter Walter Hochmuth (1959 bis 1961), danach als Mitarbeiter im Ministerium für Auswärtige Angelegenheiten (MfAA), als Mitarbeiter bzw. Leiter des Konsulats im indischen Madras (1967 bis 1971) sowie anschließend als Abteilungsleiter Auslandsinformation beim MfAA.
Mitte August 1975 wurde Eichelkraut als „Außerordentlicher und Bevollmächtigter Botschafter der Deutschen Demokratischen Republik in der Jeminitischen Arabischen Republik“ akkreditiert; dazu überreichte er dem nordjeminitischen Präsidenten Ibrahim al-Hamdi sein Beglaubigungsschreiben. Er wertete das gemeinsame Eintreten beider Länder „für Frieden und Entspannung, gegen Aggression, imperialistische Willkür, Kolonialismus und Neokolonialismus sowie für die Verstärkung der internationalen Zusammenarbeit zum Wohle und zum Nutzen aller Völker“ als solide Grundlage für eine Weiterentwicklung der bilateralen Beziehungen. Nach etwa zweieinhalb Jahren erfolgte am 11. Februar 1978 die Akkreditierung Eichelkrauts als „Außerordentlicher und Bevollmächtigter Botschafter der Deutschen Demokratischen Republik in der Demokratischen Republik Sudan“ durch die Übergabe des Beglaubigungsschreibens an den Staatspräsidenten Dschafar an-Numairi. Dabei wurde, wie auch beim späteren Abschiedsbesuch Ende März 1983, das Interesse beider Seiten an der Weiterentwicklung der Beziehungen „auf der Grundlage der Prinzipien der friedlichen Koexistenz und des gegenseitigen Vorteils“ betont. Eichelkraut kehrte am 18. Juli 1983 durch die Übergabe des Beglaubigungsschreibens an den Präsidenten Ali Abdullah Salih als Botschafter nach Sanaa (Nordjemen) zurück; sein Nachfolger wurde am 10. September 1987 Walter Schmidt.

## Auszeichnungen
- Verdienstmedaille der DDR[1]
- Ende April 1989: Banner der Arbeit (Stufe III) als Mitglied eines Kollektivs des MfAA[7]